# Avions Fairey Tipsy Nipper
Die Avions Fairey Tipsy Nipper  ist ein von Ernest Oscar Tips konstruiertes einfaches, robustes, einsitziges Sportflugzeug des belgischen Herstellers Avions Fairey S.A. in Charleroi-Gosselies.

## Entwicklung
Die Tipsy Nipper ist eine Weiterentwicklung der 1947 konstruierten Tipsy Junior und stellt den Endpunkt einer 1935 begonnenen Reihe von Leichtflugzeugen dar, die vom Direktor der Avions Fairey Tips konstruiert wurden.
Der erste Prototyp der Tipsy Nipper mit der Zulassung OO-NP verfügte noch über ein offenes Cockpit und verwendete einen umgebauten Volkswagenmotor mit 30 PS. Der Erstflug erfolgte am 2. Dezember 1957. Der zweite Prototyp OO-NX von 1958 hatte bereits ein geschlossenes Cockpit und einen verlängerten Rumpf, verwendete aber noch das gleiche Triebwerk. 
T. 66 Tipsy Nipper Mk. IDas erste Serienflugzeug (OO-NIA) flog am 10. März 1959 und glich dem zweiten Prototyp, besaß jedoch einen luftgekühlten 4-Zylinder-Boxermotor Pollmann HEPU mit einer Leistung von 40 PS. Der Testpilot der Firma Fairey, Bernhard Neefs, demonstrierte unter anderem bei der ILA 1962 in Hannover die Kunstflugfähigkeit des kleinen Flugzeugs.
T. 66 Tipsy Nipper Mk. IIDie zweite Serienversion glich der Mk. I, jedoch wurde ein Stark-STAMO 1400 Triebwerk mit 45 PS eingebaut. Der erste Prototyp flog am 16. Februar 1959, das erste Serienmodell am 20. Oktober 1959.

## Konstruktion
Der Rumpf besteht aus einer Stahlrohrkonstruktion aus geschweißten Chrom-Molybdän-Rohren mit Stoffbespannung. Für die Motorhaube und Rumpfunterseite wird GFK verwendet. Die Vollsichtkabinenhaube besteht aus einem Stück. Das Flugzeug ist freitragender Mitteldecker. Die Tragfläche ist in Holzbauweise ausgeführt. Sie besitzt einen durchgehenden Kastenholm, eine Sperrholznase und ist mit Stoff bespannt. Das Leitwerk ist in freitragender Normalbauweise ausgeführt. Das Seitensteuer besteht aus Stahlrohr, das Höhensteuer aus Holz. Beide sind mit Stoff bespannt.
Das Flugzeug besitzt ein starres Bugradfahrwerk mit mechanisch betätigten Scheibenbremsen an den Haupträdern. Das Bugrad ist steuerbar. Am Rumpfende ist ein Notsporn angebracht.

## Technische Daten
Daten für Tipsy Nipper Mk. I:
| Kenngröße                  | Daten                                                                                         |
| -------------------------- | --------------------------------------------------------------------------------------------- |
| Besatzung                  | 1                                                                                             |
| Länge                      | 4,5 m                                                                                         |
| Spannweite                 | 6,0 m                                                                                         |
| Höhe                       | 1,9 m                                                                                         |
| Flügelfläche               | 7,2 m²                                                                                        |
| Flügelstreckung            | 4,8                                                                                           |
| V-Stellung                 | 5°30′                                                                                         |
| Profil                     | NACA 42012 A                                                                                  |
| Flächenbelastung           | 40,0 kg/m²                                                                                    |
| Leistungsbelastung         | 7,5 kg/PS (10,2 kg/kW)                                                                        |
| Rüstmasse                  | 165 kg                                                                                        |
| max. Startmasse            | 300 kg                                                                                        |
| Höchstgeschwindigkeit      | 158 km/h in Bodennähe                                                                         |
| Reisegeschwindigkeit       | 145 km/h                                                                                      |
| beste Steiggeschwindigkeit | 3 m/s bei 85 km/h                                                                             |
| Abkippgeschwindigkeit      | 45 km/h mit Motor 54 km/h ohne Motor                                                          |
| Startgeschwindigkeit       | 70 km/h                                                                                       |
| Landegeschwindigkeit       | 68 km/h                                                                                       |
| Startrollstrecke           | 95 m                                                                                          |
| Landerollstrecke           | 110 m                                                                                         |
| Reichweite                 | 400 km                                                                                        |
| Triebwerk                  | ein luftgekühlter Boxermotor Pollmann KFM 40/350 mit 29 kW (ca. 40 PS), Luftschraube Ø 1,33 m |
| Verbrauch                  | 10,5 l/h bei Reiseleistung                                                                    |
| Kraftstoffvolumen          | 34 l                                                                                          |